# Phlomis betonicifolia
Phlomis betonicifolia là một loài thực vật có hoa trong họ Hoa môi. Loài này được Regel miêu tả khoa học đầu tiên năm 1886.